# جون جيبسون (لاعب كريكت)
جون جيبسون (بالإنجليزية: John Gibson)‏ (25 نوفمبر 1833 - 28 سبتمبر 1892) هو لاعب كريكت بريطاني (وحمل سابقاً جنسية المملكة المتحدة لبريطانيا العظمى وأيرلندا).